# Iglesia de San Procopio
La iglesia de San Procopio (en checo: Kostel svatého Prokopa) es la iglesia parroquial del distrito de Žižkov en Praga, República Checa. Dedicado al patrón de Bohemia, Procopio de Sázava, la neogótica iglesia, ubicado en la plaza Sladkovského de la calle Seifertová, fue diseñada por los arquitectos bohemios Josef Mocker (quién completó la catedral de San Vito) y František Mikš. Su campanario domina el cielo de Žižkov (junto con la torre de televisión de Žižkov).

## Historia
Žižkov se convirtió en ciudad independiente en 1881, pero en ese momento no tenía una iglesia católica lo suficientemente grande para su población. En 1879 se formó una asociación para el establecimiento de una iglesia católica y en 1883 adquirió un edificio con una gran sala de baile, que fue convertida a una capilla sencillamente decorada dedicado a la Virgen María. Esa capilla albergó miles del fieles durante más de 20 años, incluso después de la dedicación de la iglesia de San Procopio, cerrando sólo en 1919.
La primera piedra de la iglesia de San Procopio fue depositada ceremoniosamente por el arzobispo de Praga, cardenal František Schönborn, el 30 de octubre de 1898, el día del 50.º aniversario de reinado de Francisco José I de Austria. Por ello durante los primeros años de su existencia, la iglesia fue conocida como la «iglesia del Jubileo». La construcción duró cinco años.
La iglesia fue consagrada el 27 de septiembre de 1903 por el cardenal Lev Skrbenský z Hříště en presencia del gobernador del reino de Bohemia, el archiduque Karl Ferdinand, conde de Coudenhove, con su esposa. El primer sacerdote parroquial fue monseñor Eduard Šittler.
Entre 1992 y 1997, la iglesia fue restaurada, con el soporte de la administración del distrito.

## Exterior
La iglesia tiene 51 metros de largo y 17 metros de anchura, y puede alojar a 2000 fieles. La altura de la cúpula es de 16 metros y la torre alcanza los 73 metros de altura.
La iglesia tiene dos entradas, al norte y al oeste. El tímpano sobre la entrada del norte tiene un alivio que describe la Madonna con el Niño Jesús en el medio y San Procopio arrodillando en su lado derecho que le presenta un modelo de la iglesia. Sobre la entrada del oeste es un relieve de san Adalberto de Praga Los dos trabajos son obra del taller de Josef Pekárek, un alumno de Josef Václav Myslbek.

## Interior
Entre la decoración, la más famosa es una pintura por Karel Škréta de San Venceslao defendiendo Praga contra los suecos en 1649. La pintura originalmente había pertenecido al monasterio de Emaús.
El altar principal es neogótico, diseñado por el arquitecto František Mikš. En el centro está una estatua del escultor Štěpán Zálešák de San Procopio, el santo patrón de la iglesia, rodeado por los santos Cirilo y Metodio. Ocho pinturas de tabla por Karel Ludvík Klusáček presentan escenas de la vida de San Procopio. La parte superior del altar está decorada con un grupo del Crucifixión de Nuestro Señor.
Uno de los altares laterales tiene una estatuilla de Madonna con Jesus, posiblemente el original de la primera mitad del siglo XV. Fue salvado durante la Guerra de los Treinta Años en una casa llamada En las Tres Bellotas en la Nueva Ciudad de Praga, donde fue guardado hasta 1742. La capilla de Nuestra Señora, en el lado derecho, tiene una tabla con escenas de su vida. La capilla del Divino Corazón de Nuestro Señor, en la izquierda, tiene imágenes de san Agustín de Hipona y de san Luis Gonzaga. También fueron obra de Zálešák.
La lámpara barroca de Venecia fue dado a la iglesia por el príncipe de Auersperg. El púlpito con una escalera de granito fue hecho según el diseño de Mikš. El órgano fue hecho por la compañía de Emanuel Peter.
Las vidrieras se hicieron según unos diseños de Klusáček. La última ventana en el sur de la nave, originalmente diseñada por Cyril Bouda, fue exitosamente completado sólo en 1992. La escena muestra la reunión del duque Oldřich con san Procopio en el bosque de Sázava.

## Fuente
- Esta obra contiene una traducción  derivada de «Church of Saint Procopius, Žižkov» de Wikipedia en inglés, concretamente de esta versión, publicada por sus editores bajo la Licencia de documentación libre de GNU y la Licencia Creative Commons Atribución-CompartirIgual 4.0 Internacional.

- Datos: Q1296673
- Multimedia: Church of Saint Procopius, Žižkov / Q1296673